# Xã Creve Coeur, Quận St. Louis, Missouri
Xã Creve Coeur (tiếng Anh: Creve Coeur Township) là một xã thuộc quận St. Louis, tiểu bang Missouri, Hoa Kỳ. Năm 2010, dân số của xã này là 36.560 người.